# UCI Oceania Tour 2017
L'UCI Oceania Tour 2017 è stata la tredicesima edizione dell'UCI Oceania Tour, uno dei cinque circuiti continentali di ciclismo dell'Unione Ciclistica Internazionale. Era composto da sei corse che si sono svolte tra gennaio e marzo 2017 in Australia e Nuova Zelanda.

## Calendario

### Gennaio
| Data  | Prova                     | Cat. | Vincitore     | Squadra               |
| ----- | ------------------------- | ---- | ------------- | --------------------- |
| 22-26 | New Zealand Cycle Classic | 2.2  | Joseph Cooper | Avanti IsoWhey Sports |

### Febbraio
| Data | Prova                  | Cat. | Vincitore     | Squadra     |
| ---- | ---------------------- | ---- | ------------- | ----------- |
| 1-5  | Herald Sun Tour (2017) | 2.1  | Damien Howson | Orica-Scott |

### Marzo
| Data | Prova                                      | Cat. | Vincitore      | Squadra   |
| ---- | ------------------------------------------ | ---- | -------------- | --------- |
| 2    | Campionati oceaniani - Cronometro Elite    | CC   | Sean Lake      | Australia |
| 2    | Campionati oceaniani - Cronometro Under-23 | CC   | Liam Magennis  | Australia |
| 4    | Campionati oceaniani - Cronometro Juniors  | CC   | Sean Lake      | Australia |
| 4    | Campionati oceaniani - In linea Elite      | CC   | Lucas Hamilton | Australia |

## Classifiche
| Pos. | Corridore        | Punti |
| ---- | ---------------- | ----- |
| 1    | Lucas Hamilton   | 285   |
| 2    | Michael Storer   | 260   |
| 3    | Jai Hindley      | 240   |
| 4    | Sean Lake        | 198   |
| 5    | Damien Howson    | 148   |
| 6    | Joseph Cooper    | 137   |
| 7    | Jason Christie   | 118   |
| 8    | Cyrus Monk       | 115   |
| 9    | Benjamin Dyball  | 108   |
| 10   | Dylan Sunderland | 91    |

| Pos. | Squadra                            | Punti |
| ---- | ---------------------------------- | ----- |
| 1    | Mitchelton Scott                   | 655   |
| 2    | IsoWhey Sports-Swiss Wellness      | 517   |
| 3    | Drapac-Pat's Veg Holisti           | 211   |
| 4    | St George Continental Cycling Team | 126   |
| 5    | Team Sapura Cycling                | 121   |
| 6    | NSW Institute of Sport             | 120   |
| 7    | Delko-Marseille Provence-KTM       | 108   |
| 8    | JLT Condor                         | 90    |
| 9    | Team Ukyo                          | 55    |
| 10   | ONE Pro Cycling                    | 45    |

| Pos. | Nazione       | Punti |
| ---- | ------------- | ----- |
| 1    | Australia     | 2 455 |
| 2    | Nuova Zelanda | 951   |